# Moçambique i olympiska spelen
Moçambique deltog första gången vid olympiska sommarspelen 1980 i Moskva och har sedan dess varit med vid varje olympiskt sommarspel. De har aldrig deltagit vid de olympiska vinterspelen. De har totalt vunnit två medaljer.

## Medaljer
| Guld | Silver | Brons | Totalt antal medaljer |
| ---- | ------ | ----- | --------------------- |
| 1    | 0      | 1     | 2                     |

### Medaljer efter sommarspel
| Spel                | Idrottare        | Guld | Silver | Brons | Totalt | Placering |
| Moskva 1980         | 14               | 0    | 0      | 0     | 0      | –         |
| Los Angeles 1984    | 9                | 0    | 0      | 0     | 0      | –         |
| Seoul 1988          | 8                | 0    | 0      | 0     | 0      | –         |
| Barcelona 1992      | 6                | 0    | 0      | 0     | 0      | –         |
| Atlanta 1996        | 3                | 0    | 0      | 1     | 1      | 71        |
| Sydney 2000         | 4                | 1    | 0      | 0     | 1      | 50        |
| Aten 2004           | 4                | 0    | 0      | 0     | 0      | –         |
| Peking 2008         | 4                | 0    | 0      | 0     | 0      | –         |
| London 2012         | 6                | 0    | 0      | 0     | 0      | –         |
| Rio de Janeiro 2016 | 6                | 0    | 0      | 0     | 0      | –         |
| Tokyo 2020          | 10               | 0    | 0      | 0     | 0      | –         |
| Paris 2024          | Framtida tävling |      |        |       |        |           |
| Los Angeles 2028    | Framtida tävling |      |        |       |        |           |
| Brisbane 2032       | Framtida tävling |      |        |       |        |           |
| Totalt              | Totalt           | 1    | 0      | 1     | 2      | 109       |

### Medaljer efter sporter
| Sport            | Guld | Silver | Brons | Totalt |
| Friidrott        | 1    | 0      | 1     | 2      |
| Totalt (1 sport) | 1    | 0      | 1     | 2      |

## Lista över medaljörer
| Medalj | Namn         | Spel         | Sport     | Gren               |
| ------ | ------------ | ------------ | --------- | ------------------ |
| Brons  | Maria Mutola | Atlanta 1996 | Friidrott | Damernas 800 meter |
| Guld   | Maria Mutola | Sydney 2000  | Friidrott | Damernas 800 meter |